# Rabaue
Die Rabaue sind eine Musikgruppe aus Grevenbroich, die vor allem durch zahlreiche Auftritte und Erfolgstitel im  Rheinischen Karneval bekannt wurde. Seit  2016 ist die Band nach Köln umgezogen.
Der Bandname (im Singular: Rabau) bedeutet im ripuarischen Dialekt Rohling oder Raufbold, vom französischen ribaud = Bube.
Die Band besteht aus Peter van den Brock, Albert Detmer, Benny Weißert, Alexander Barth und Christian Barth.

## Geschichte
Die Band entstand 2001 nach der Trennung von Peter Kempermann und Peter van den Brock von der Kölner Stimmungsband Die Kolibris (u. a. Die Hände zum Himmel). Der erste Erfolg für die Rabaue kam mit dem Titel PizzaHut, der in die deutschen Singlecharts einstieg und von DJ Ötzi gecovert ein Nr. 1 Hit in Deutschland war. In den folgenden Jahren spielte die Band mehr als 4000 Auftritte, auch über das Rheinland hinaus. Neben Auftritten in Australien und Südafrika ist die Band regelmäßig in Österreich unterwegs.

## Diskografie

### Alben
- Quattro Stazioni  (2003)
- Das Beste der Rabaue (2007)
- Heute feiern wir (2012)
- Einfach echt! (2015)
- Ich bin verliebt (2020)

### Singles
- Auf die Stühle fertig los (2002)
- Pizza Hut (2003)
- Knutschbär (2005)
- Insellied (2005)
- Was kann ich denn dafür ... (2006)
- Schokolädchen (2007)
- Ich liebe das Leben (2008)
- Du bist das Beste, was es gibt (2013)
- Amore Mio (2014)
- Ich hab gute Laune (2014)
- Lass mich dein Skilehrer sein (2015)
- Hüttenlied – Ich möcht so gern mit dir allein feat. DJ Satzy (2015)
- Die ganze Welt (2016)
- Du bes Fastelovend (2017)
- Die Nacht ist nicht zum Schlafen da (2018)
- Ich bin verliebt (2019)
- Wunderschön (2019)
- Op eimol (2020)
- Maskenball (2020)
- Weil wir wieder hier sind (2022)
- Ich zähl die Stääne jede Naach (2022)
- Dorf bleibt Dorf (2023)
- Niemals besser als jetzt (2023)
- Nur noch einen Aperol (2024)
- Na was (2024)
- Eluisa (2025)